# Maurizio d'Assia-Kassel
Maurizio d'Assia-Kassel (Kassel, 25 maggio 1572 – Eschwege, 15 marzo 1632) fu langravio d'Assia-Kassel dal 1592 al 1632.

## Biografia
Nacque a Kassel, figlio del langravio Guglielmo IV d'Assia-Kassel e di sua moglie, Sabina di Württemberg.
Sebbene Maurizio fosse cresciuto con un'educazione religiosa luterana, si convertì al calvinismo nel 1605. Seguendo il principio del Cuius regio eius religio, i sudditi di Maurizio furono quindi costretti a convertirsi loro stessi al calvinismo. La conversione di Maurizio fu controversa sin dalla pace di Augusta, dal momento che cattolici e luterani non avevano compreso nelle loro diatribe religiose il calvinismo. Maurizio tentò di introdurre il calvinismo anche nelle terre che ereditò dall'estinzione del ramo della famiglia regnante dell'Assia-Marburg. Per questi motivi però entrò in conflitto con il langraviato d'Assia-Darmstadt. Di conseguenza venne in contrasto con l'imperatore Mattia.
Le azioni di Maurizio rovinarono l'Assia-Kassel finanziariamente. Nel 1627 egli abdicò in favore del figlio Guglielmo V, il quale ad ogni modo non ottenne il potere definitivo sino alla morte del padre, avvenuta ad Eschwege nel 1632.

## Matrimoni ed eredi
Il 23 settembre 1593 Maurizio sposò Agnese di Solms-Laubach (1578- 1602), (figlia del conte Giovanni di Solms-Laubach)
Dal matrimonio nacquero quattro eredi:
- Ottone (1594-1617), che nel 1613 sposò Caterina (†1615), (figlia del margravio Giorgio Federico di Baden-Durlach); rimasto vedovo si risposò nel 1617 con Anna Maddalena (†1626), (figlia del principe Giovanni Giorgio I di Anhalt-Dessau)
- Elisabetta (1596-1625), nel 1618 sposò il duca Giovanni Alberto II di Meclemburgo-Güstrow (1590-1636), (figlio del duca Giovanni VII di Meclemburgo-Schwerin)
- Maurizio (1600-1612)
- Guglielmo, langravio d'Assia-Kassel

Rimasto vedovo, Maurizio si risposò il 22 aprile 1603 con Giuliana di Nassau-Dillenburg (†1643), (figlia del conte Giovanni II di Nassau-Dillenburg e nipote in linea diretta di Giovanni VI di Nassau-Dillenburg).
Da questa unione nacquero:
- Filippo (1604-1626), che morì nella battaglia di Lutter
- Agnese (1606-1650), che nel 1623 sposò il principe Giovanni Casimiro di Anhalt-Dessau (†1660)
- Ermanno (1607-1658), langravio d'Assia-Rotenburg, che nel 1634 sposò Sofia di Waldeck-Wildungen (†1637), figlia del conte Cristiano di Waldeck-Wildungen
- Giuliana (7 ottobre 1608 - 11 dicembre 1628)
- Sabina (5 luglio 1610 - 21 maggio 1620)
- Maddalena (25 agosto 1611 - 12 febbraio 1671), sposò il conte Enrico Adolfo di Salm-Reifferscheidt
- Maurizio (13 giugno 1614 -16 febbraio 1633)
- Sofia (12 settembre 1615 - 22 novembre 1670), sposò il conte Filippo I di Schaumburg-Lippe
- Federico (9 maggio 1617 - 24 settembre 1655)
- Cristiano (5 febbraio 1622 - 14 novembre 1640)
- Ernesto (1623 - 1693), langravio d'Assia-Rheinfelds
- Cristina (1625-1626)
- Filippo (1626-1629)
- Elisabetta (1628-1633)

## Ascendenza
|                                   |                       |                                  | Genitori                          |  |  | Nonni |  |  | Bisnonni             |  |  | Trisnonni             |  |
|                                   |                       |                                  |                                   |  |  |       |  |  | Guglielmo II d'Assia |  |  | Ludovico II il Franco |  |
|                                   |                       |                                  |                                   |  |  |       |  |  | Guglielmo II d'Assia |  |  | Ludovico II il Franco |  |
|                                   |                       | Matilde di Württemberg           |                                   |  |  |       |  |  | Guglielmo II d'Assia |  |  |                       |  |
| Filippo I d'Assia                 |                       |                                  |                                   |  |  |       |  |  | Guglielmo II d'Assia |  |  |                       |  |
|                                   |                       | Anna di Meclemburgo-Schwerin     | Magnus II di Meclemburgo-Schwerin |  |  |       |  |  |                      |  |  |                       |  |
|                                   |                       | Anna di Meclemburgo-Schwerin     | Magnus II di Meclemburgo-Schwerin |  |  |       |  |  |                      |  |  |                       |  |
|                                   |                       | Anna di Meclemburgo-Schwerin     | Sofia di Pomerania-Wolgast        |  |  |       |  |  |                      |  |  |                       |  |
| Guglielmo IV d'Assia-Kassel       |                       | Anna di Meclemburgo-Schwerin     |                                   |  |  |       |  |  |                      |  |  |                       |  |
|                                   |                       | Giorgio di Sassonia              | Alberto III di Sassonia           |  |  |       |  |  |                      |  |  |                       |  |
|                                   |                       | Giorgio di Sassonia              | Alberto III di Sassonia           |  |  |       |  |  |                      |  |  |                       |  |
|                                   |                       | Giorgio di Sassonia              | Sidonia di Boemia                 |  |  |       |  |  |                      |  |  |                       |  |
| Cristina di Sassonia              |                       | Giorgio di Sassonia              |                                   |  |  |       |  |  |                      |  |  |                       |  |
|                                   |                       | Barbara Jagellona                | Casimiro IV di Polonia            |  |  |       |  |  |                      |  |  |                       |  |
|                                   |                       | Barbara Jagellona                | Casimiro IV di Polonia            |  |  |       |  |  |                      |  |  |                       |  |
|                                   |                       | Barbara Jagellona                | Elisabetta d'Asburgo              |  |  |       |  |  |                      |  |  |                       |  |
| Maurizio d'Assia-Kassel           |                       | Barbara Jagellona                |                                   |  |  |       |  |  |                      |  |  |                       |  |
|                                   | Ulrico di Württemberg | Enrico di Württemberg            |                                   |  |  |       |  |  |                      |  |  |                       |  |
|                                   | Ulrico di Württemberg | Enrico di Württemberg            |                                   |  |  |       |  |  |                      |  |  |                       |  |
|                                   | Ulrico di Württemberg | Elisabetta di Zweibrücken-Bitsch |                                   |  |  |       |  |  |                      |  |  |                       |  |
| Cristoforo di Württemberg         | Ulrico di Württemberg |                                  |                                   |  |  |       |  |  |                      |  |  |                       |  |
|                                   |                       | Sabina di Baviera                | Alberto IV di Baviera             |  |  |       |  |  |                      |  |  |                       |  |
|                                   |                       | Sabina di Baviera                | Alberto IV di Baviera             |  |  |       |  |  |                      |  |  |                       |  |
|                                   |                       | Sabina di Baviera                | Cunegonda d'Austria               |  |  |       |  |  |                      |  |  |                       |  |
| Sabina di Württemberg             |                       | Sabina di Baviera                |                                   |  |  |       |  |  |                      |  |  |                       |  |
|                                   |                       | Giorgio di Brandeburgo-Ansbach   | Federico I di Brandeburgo-Ansbach |  |  |       |  |  |                      |  |  |                       |  |
|                                   |                       | Giorgio di Brandeburgo-Ansbach   | Federico I di Brandeburgo-Ansbach |  |  |       |  |  |                      |  |  |                       |  |
|                                   |                       | Giorgio di Brandeburgo-Ansbach   | Sofia di Polonia                  |  |  |       |  |  |                      |  |  |                       |  |
| Anna Maria di Brandeburgo-Ansbach |                       | Giorgio di Brandeburgo-Ansbach   |                                   |  |  |       |  |  |                      |  |  |                       |  |
|                                   |                       | Edvige di Münsterberg-Oels       | Carlo I di Münsterberg-Oels       |  |  |       |  |  |                      |  |  |                       |  |
|                                   |                       | Edvige di Münsterberg-Oels       | Carlo I di Münsterberg-Oels       |  |  |       |  |  |                      |  |  |                       |  |
|                                   |                       | Edvige di Münsterberg-Oels       | Anna di Sagan                     |  |  |       |  |  |                      |  |  |                       |  |
|                                   |                       | Edvige di Münsterberg-Oels       |                                   |  |  |       |  |  |                      |  |  |                       |  |